# Час регулювання

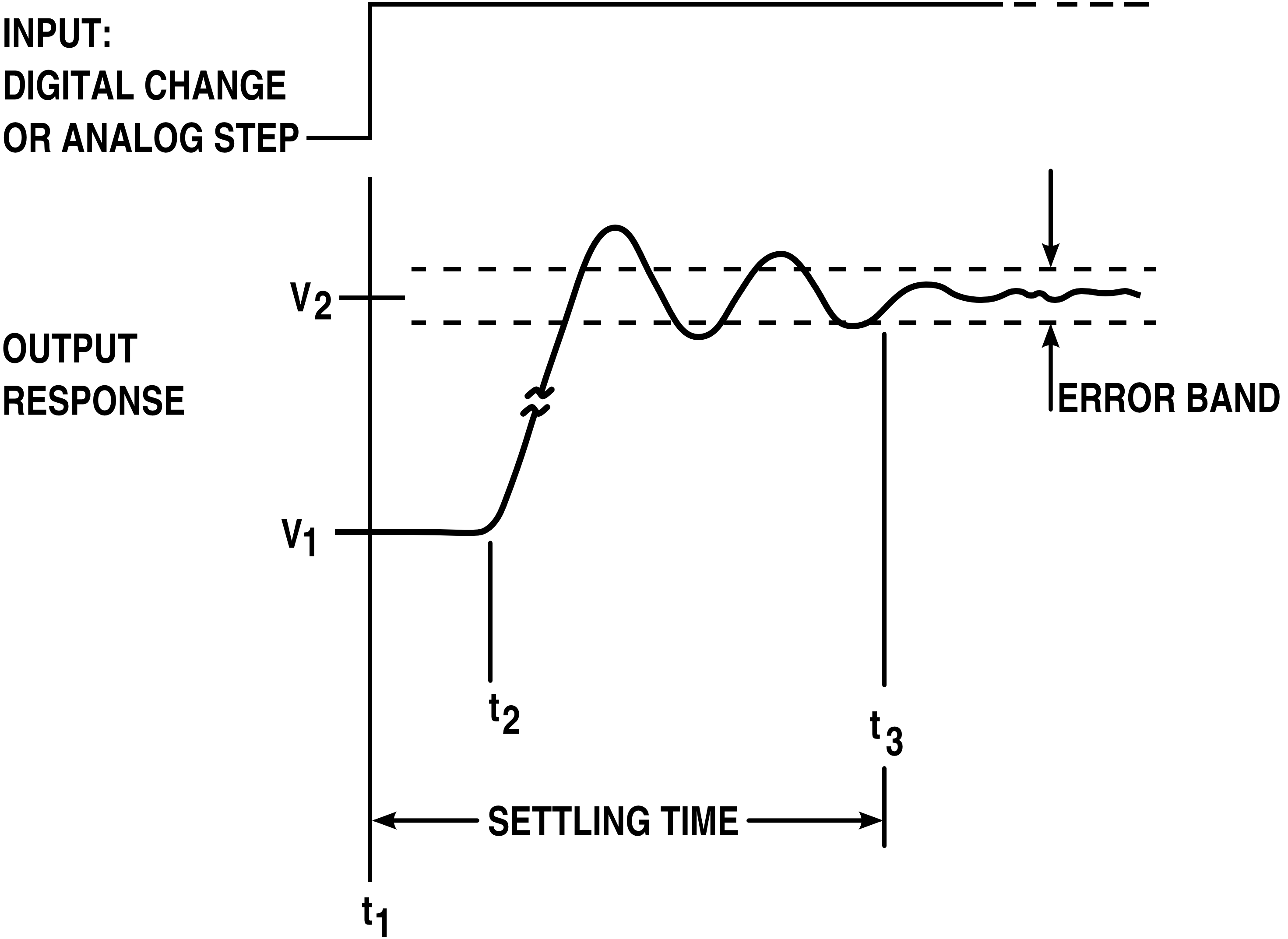
Рис. 1. Час регулювання — це час, необхідний для того, щоб вихідний сигнал досяг і залишався в заданому діапазоні помилок після деякого вхідного стимулу.

У теорії управління Час регулювання динамічної системи — проміжок часу (рис. 1) від моменту надходження на вхід ступінчастого впливу (завдання, збурення) до моменту, коли відхилення регульованої величини від заданого значення стає меншим деякого відносно малого числа δ (зона нечутливості регулятора). 

## Загальний опис
Час регулювання включає затримку розповсюдження плюс час, необхідний для того, щоб вихідний сигнал наблизився до кінцевого значення, відновився після стану перевантаження, пов'язаного з наростанням, і, нарешті, встановився в межах заданої помилки. Прийнято вважати, що перехідний процес закінчиться в той момент часу, починаючи з якого, відхилення регульованої величини відрізняється від сталого значення не більш ніж на δ = 5 %.
Системи з накопиченням енергії не можуть реагувати миттєво і демонструватимуть тимчасові реакції, коли вони зазнають вхідних даних або збурень.

## Інтернет-ресурси
- Second-Order System Example
- Op Amp Settling Time
- Graphical tutorial of Settling time and Risetime
- MATLAB function for computing settling time, rise time, and other step response characteristics
- Settling Time Calculator